# Polynema florum
Polynema florum är en stekelart som beskrevs av Girault 1929. Polynema florum ingår i släktet Polynema och familjen dvärgsteklar. Inga underarter finns listade i Catalogue of Life.